# Elektrownia wodna Freudenau
Elektrownia wodna Freudenau (niem. Kraftwerk Freudenau) – elektrownia wodna przepływowa zlokalizowana na Dunaju na terenie Wiednia. Jest najniżej położoną spośród dziesięciu hydroelektrowni na Dunaju na terenie Austrii. Jej budowa rozpoczęła się w 1992 roku, a w 1998 roku została oddana do użytku.
Jest to największa elektrownia na świecie zlokalizowana na terenie miasta o liczbie mieszkańców przekraczającej 1 mln.

## Historia
Po dłuższym planowaniu budowy nowej elektrowni wodnej na terenie Wiednia, decyzja zapadła w 1991 roku drogą referendum wśród mieszkańców Wiednia. W 1992 roku ruszyła budowa, przy której pracowało nawet 1400 pracowników. W 1997 roku ruszyła pierwsza turbina elektrowni. Prace zakończono w lutym 1998, a od kwietnia tego roku elektrownia została w całości włączona do użytku. Dodatkowo wybudowano boczny kanał o długości 1 km umożliwiający przepływ ryb.  
W trakcie budowy doszło do poważnego wypadku 22 października 1996 roku. Z powodu powodzi nurt Dunaju był bardzo silny. Słowacki statek „Ďumbier” został zniesiony i uderzył w jeden z jazów. Ośmiu marynarzy zginęło.

## Dane techniczne
Energię elektryczną wytwarza sześć turbin Kaplana, każda o mocy znamionowej 33 MW, przepływie 500 m³/s, średnicy 7,5 m i połączona z generatorem prądu przemiennego o mocy znamionowej 32 MVA. Łącznie elektrownia posiada moc 172 MW. Rocznie produkuje 1093 GWh energii elektrycznej. Elektrownia wyposażona jest w system czterech ruchomych jazów. Każdy z nich może zostać całkowicie zamknięty na czas prac serwisowych. Przy średnim poziomie wody w rzece, woda jest spiętrzona o ok. 8,5 m przy elektrowni i o ok. 5 m na wysokości Reichsbrücke. Obszar, na którym woda jest piętrzona, obejmuje ok. 27 km biegu Dunaju.
Ponadto elektrownia posiada dwukomorową śluzę po zachodniej stronie. Każda komora jest o szerokości użytkowej 24 m i długości użytkowej 275 m. 

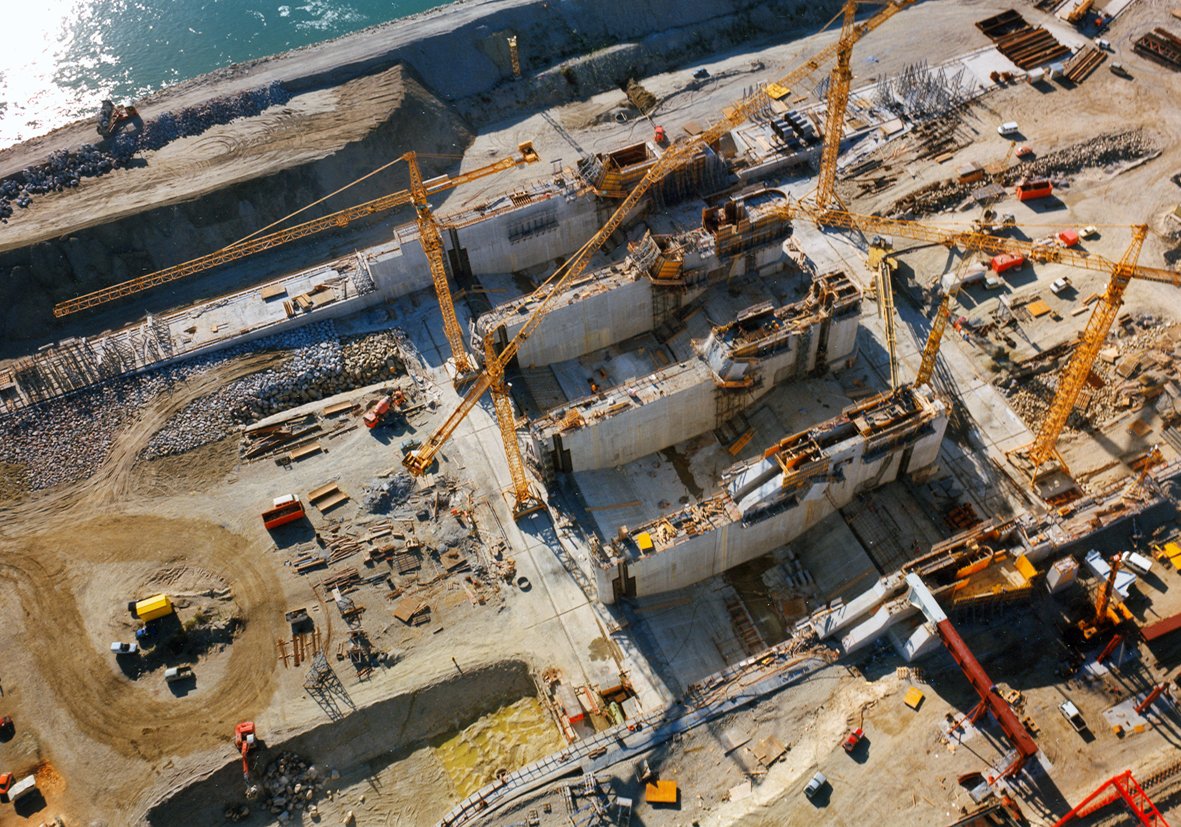
Budowa elektrowni w 1994 roku
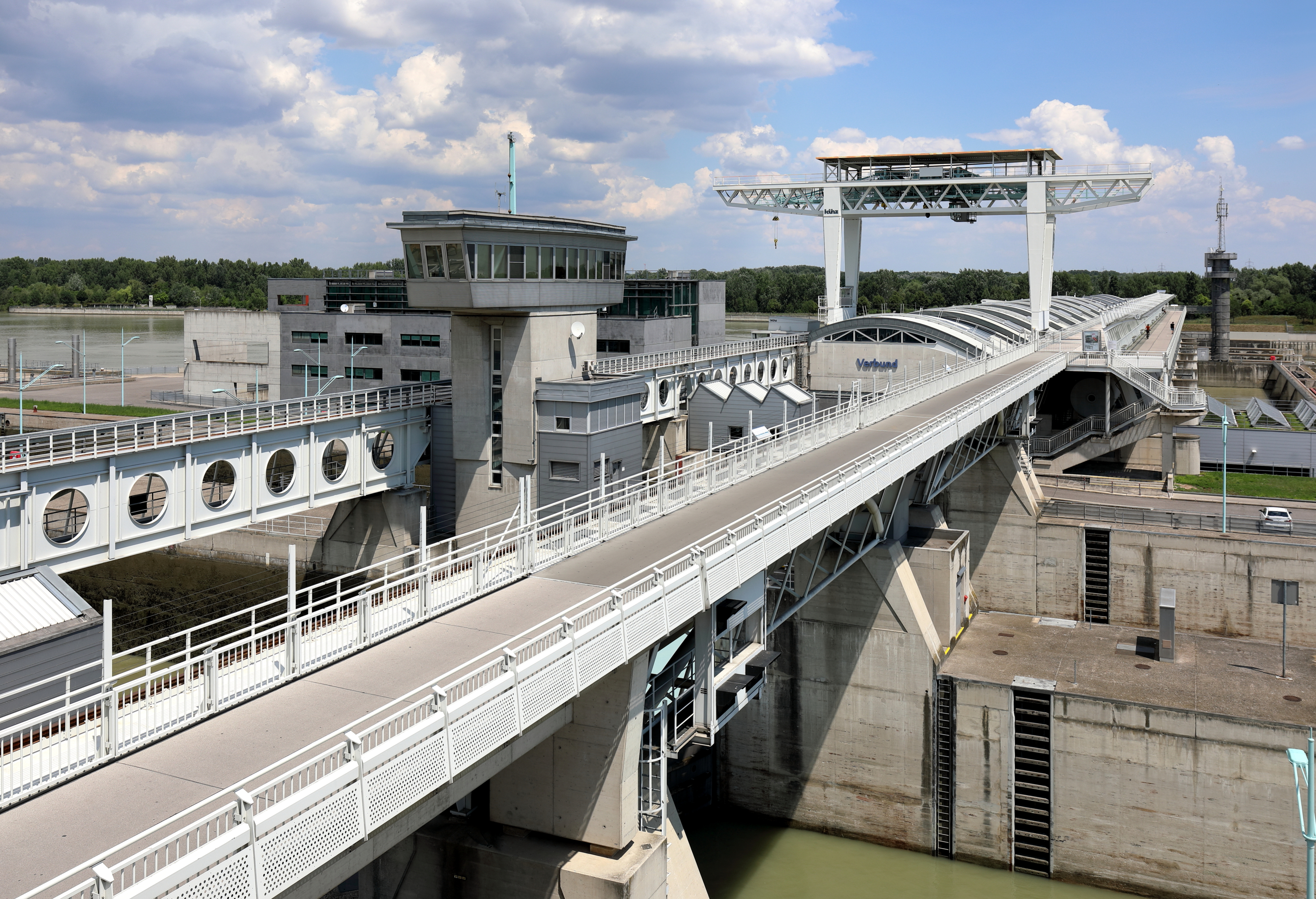
Widok na elektrownię. Widoczna kładka dla pieszych i na drugim planie śluzy
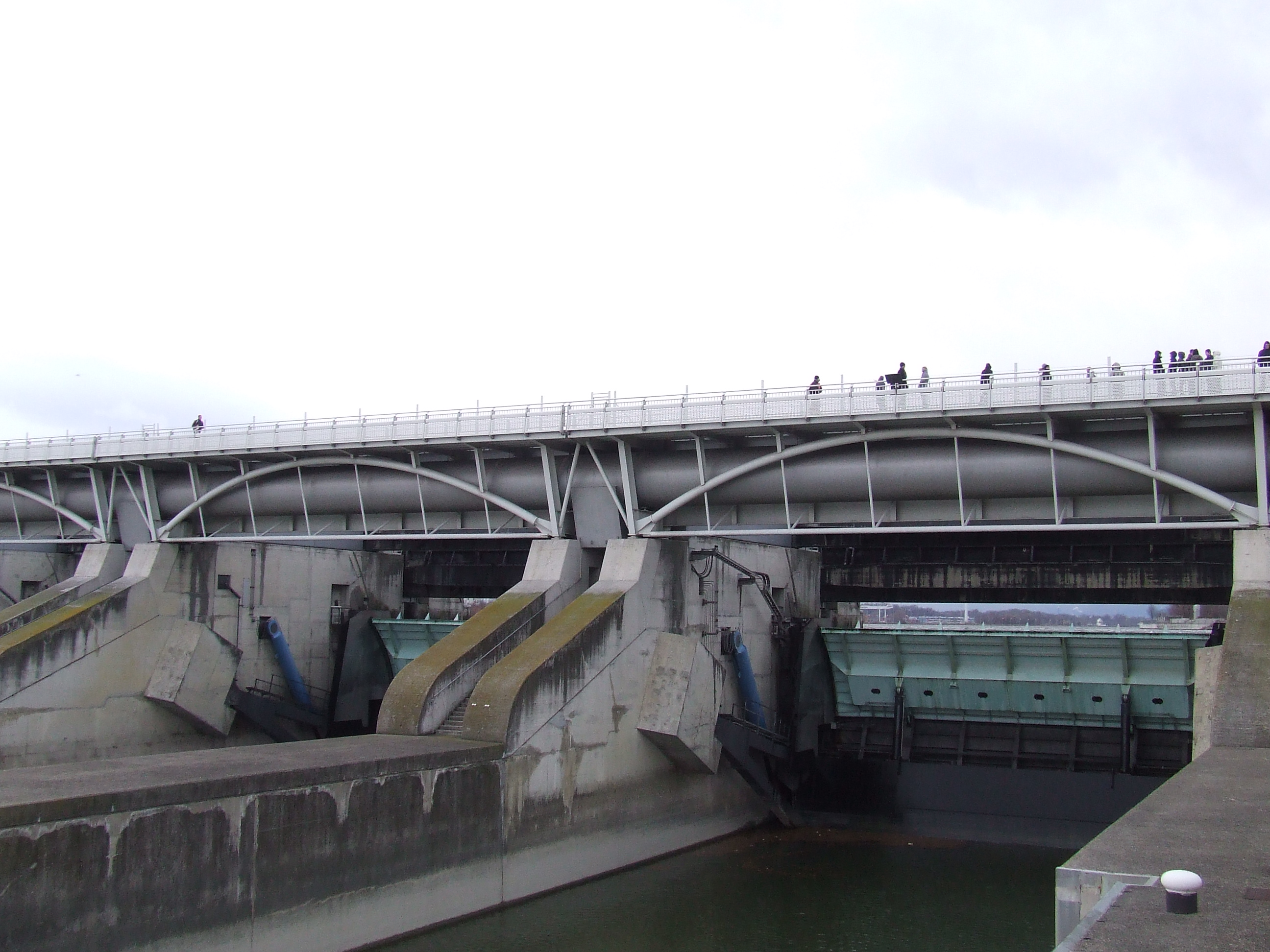
Jazy w elektrowni
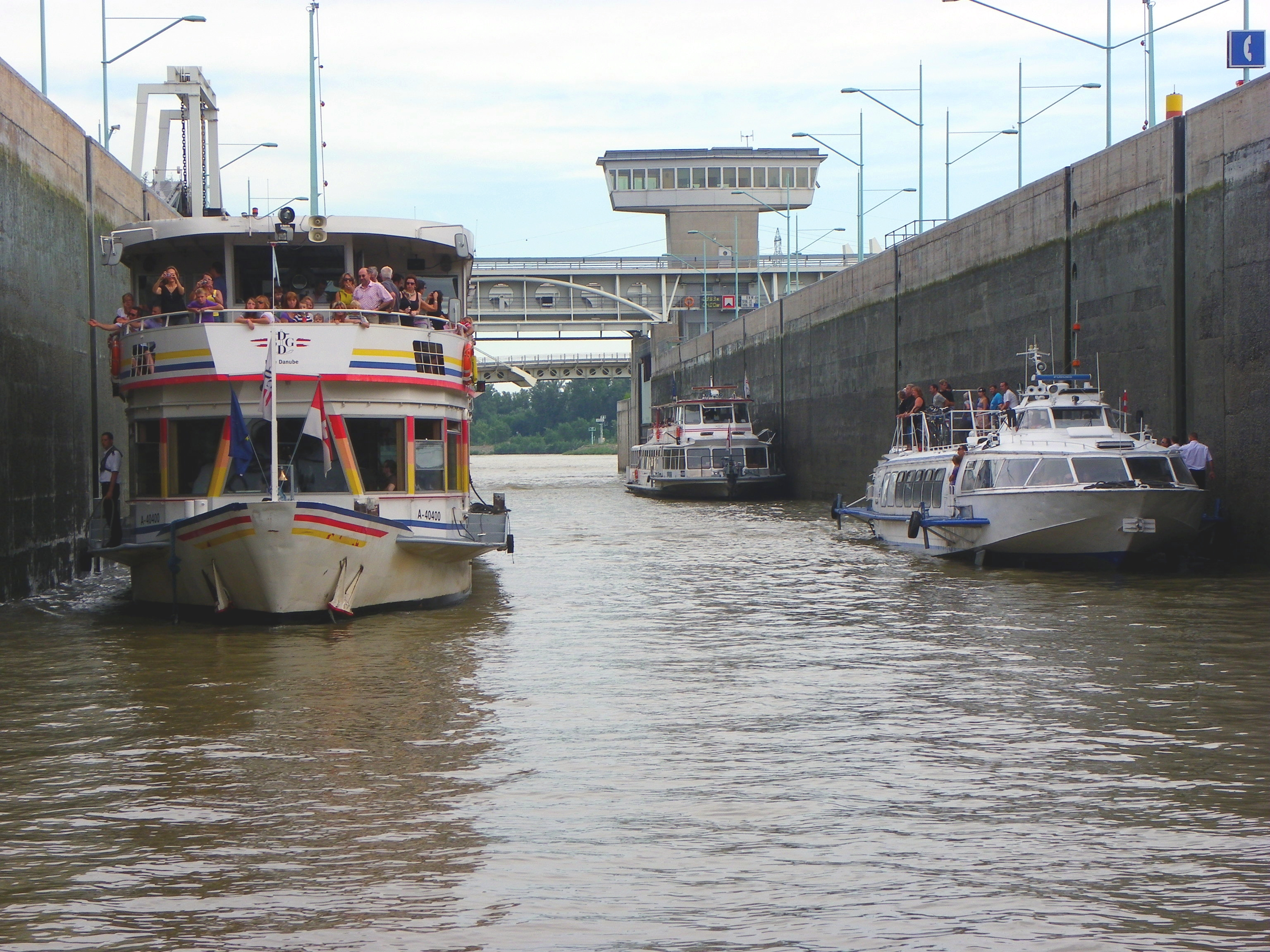
Jedna z komór śluzy
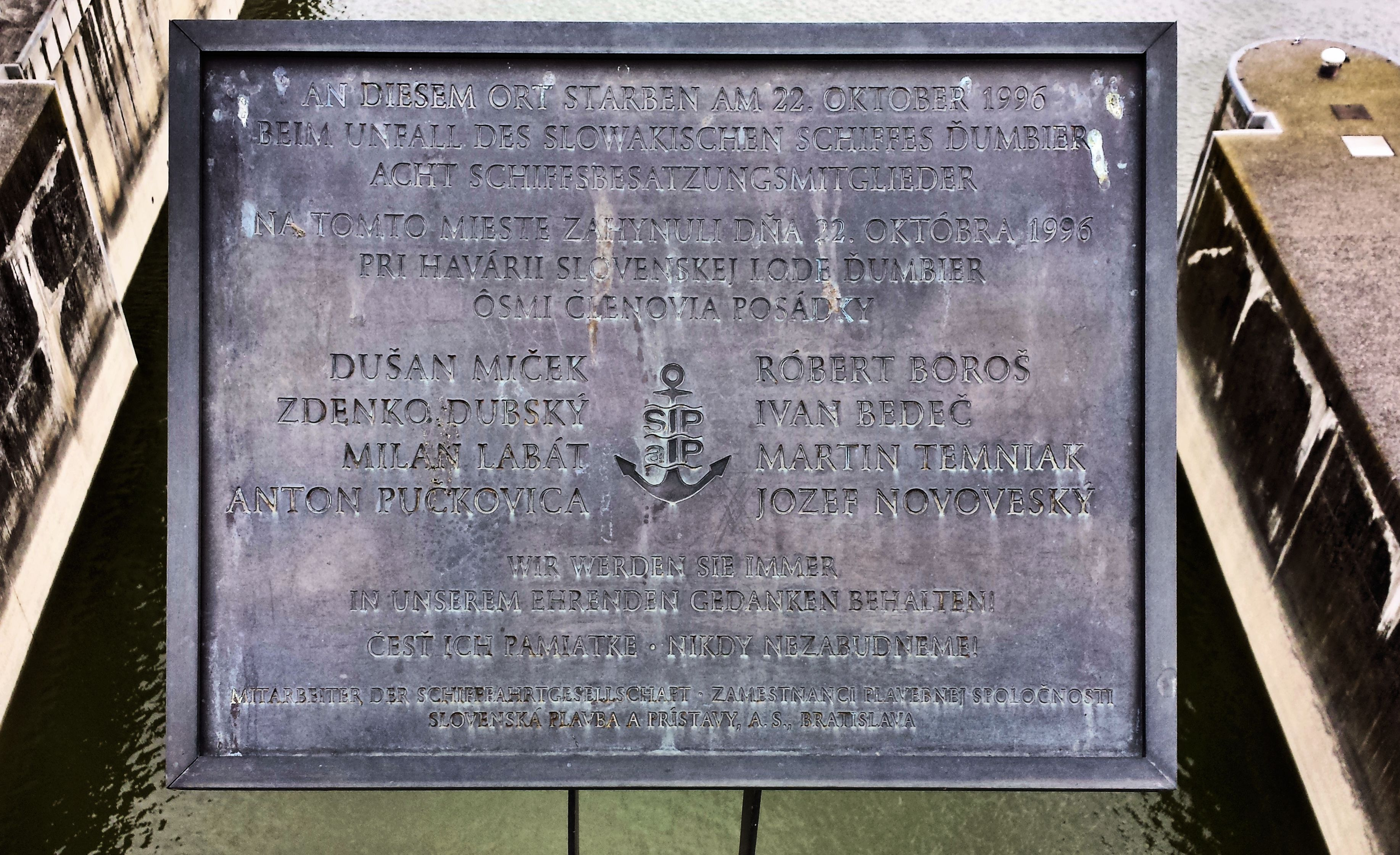
Tablica upamiętniająca wypadek statku „Ďumbier"